# ولستون‌کرافت ۹۰۴۸۱
سیارک ۹۰۴۸۱ (به انگلیسی: 90481 Wollstonecraft، نامگذاری:2004DA) نود هزار و چهارصد و هشتاد و یکمین سیارک کشف شده‌است که در ۱۶ فوریه ۲۰۰۴ کشف شد.